# Klipping

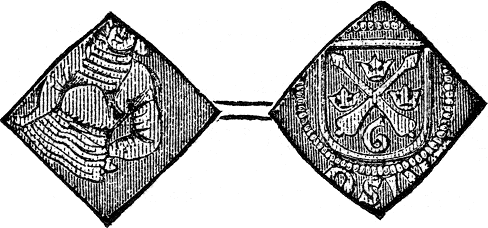
Dalklipping

Klipping av koppar, 1626.

Klippingar var fyrkantiga mynt under 1500- och 1600-talen. De framställdes genom att metalltenar försågs med rader av stämplar som sen klipptes isär. Mynten har ofta kommit till i hast, och ibland har delar av stämpeln klippts bort. Valörerna finns i guld, silver, koppar och bly.
De första kända klippingar var de som på Kristian II:s befallning myntades i Danmark 1518–1522. De består av nästan ren koppar, är små och oregelbundet fyrsidiga med rundade hörn. Gustav Vasa följde Kristians föredöme och lät vid befrielsekrigets början slå ett nödmynt, känt under namnet ”dalklippingen” eller ”hedemoraklippingen” (slagen i Hedemora och Söderköping 1521). Mynten var av dålig kvalité och ersattes under de närmast följande åren av bättre kvalité. Klippingarna avskaffades i Danmark 1523, men snart visade det sig att danska klippingar cirkulerade i Sveriges södra gränsprovinser. För att få ordning på detta togs klippingen ur bruk även i Sverige. Därigenom framkallades brist på gångbart mynt vilket fick stort missnöje som följd. 
I mitten av 1500-talet myntades åter klippingar i Sverige; 1543 på Svartsjö slott, och 1556–57 i Åbo. Erik XIV lät slå stora massor av klippingmynt åren 1562–68, och under brödernas resning, 1568, framställdes i Vadstena klippingar i rent silver. Mynten kom att kallas ”unionsklippingar” eller ”blodklippingar”, eftersom de delvis präglats av de silvertackor Märta Eriksdotter Leijonhuvud skänkt för att bekosta statskuppen mot Erik XIV. Silvertackorna hade hon fått av kronan som ersättning för dödandet av hennes make och söner (Sturemorden). De har även kallats "Vadstenaklippingar". Johan III slog 1568–72 stora mängder mynt av sämre kvalité, med inflation som följd. Karl IX:s klippingar däremot tillverkades i Arboga och i Säter till och med i guld och silver.
På Gustav II Adolfs tid infördes klippingar av idel koppar, och 1715, på Karl XII:s tid myntades de som nödmynt i Wismar av järn (kanonmetall).